# Anna Cavallaro
Anna Cavallaro (Belfiore, 25 gennaio 1986) è una cavallerizza italiana specialista nel volteggio a cavallo, la prima italiana a vincere una World Cup nell'equitazione.

## Biografia

### Gli esordi
Iniziò a praticare la ginnastica artistica a quattro anni, ma soltanto all'età di undici anni, iniziò con il volteggio equestre. Quel giorno incontrò Nelson Vidoni, con il quale farà poi coppia nel prosieguo della carriera.
Un anno più tardi lasciò definitivamente la ginnastica artistica per dedicarsi completamente al volteggio. Oltre a diversi titoli italiani e partecipazioni a campionati mondiali ed europei Anna Cavallaro ha partecipato, nel 2007, allo show “Apassionata”.

### 2008: La rottura del crociato
In un concorso internazionale a Vienna cadde da cavallo e si ruppe il legamento crociato del ginocchio. Questo infortunio la tenne lontana dalle gare per circa un anno e mezzo.

### 2009-2010: il ritorno a grandi livelli
Riprese a gareggiare nel 2009 ottenendo un quinto posto a squadre ai Campionati Europei di Bokeberg (Svezia) e proseguì nel 2010 con buone prestazioni all'Internazionale di Fossalta di Portogruaro ed al CVIO di Stadl Paura in Austria, gare che le valsero la convocazione ai WEG 2010 (World Equestria Games) di Lexington.
Ai WEG riuscì ad ottenere il decimo posto finale. Tornata in Italia vinse per la quarta volta il titolo italiano di volteggio a Firenze.

### Le prime gare con Harley
Fu proprio ai WEG statunitensi che Anna iniziò ad esibirsi con il cavallo Harley. Alla longia c'era sempre Nelson Vidoni. Fino a quel momento aveva sempre gareggiato, prima con Adenauer e poi con Picasso, dovette iniziare a lavorare con Harley.

### 2011
Anna partecipò a due tappe della neonata World cup di volteggio equestre. A Salisburgo si piazzò in seconda posizione, mentre a Lipsia, nella finale della World Cup, riuscì ad ottenere il suo primo podio internazionale.
Citazione necessaria|Gareggiando in condizioni fisiche precarie, a causa di un'improvvisa influenza, riuscì a vincere la medaglia di bronzo. Il 19 settembre 2011 ottenne la qualifica di tecnico RA (Riabilitazione Equestre), conquistando la settima posizione agli Europei di Le Mans.

### 2012

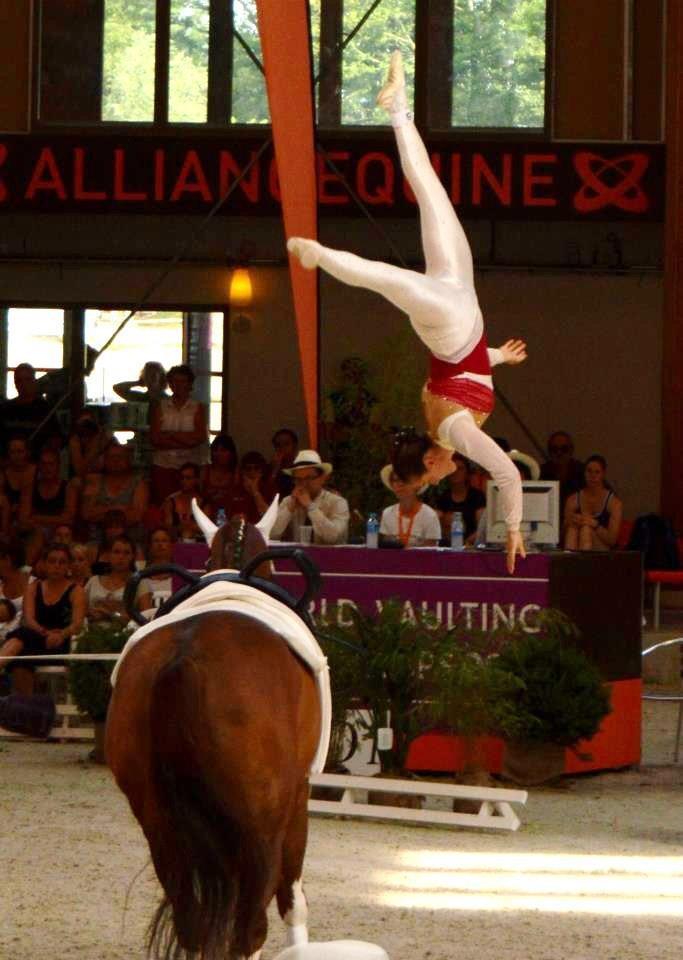
Anna Cavallaro scende da Harley con la ruota

Nel 2012 si presentò ai mondiali di Le Mans vincendo tutte le gare internazionali di qualifica, ma ottenne soltanto un sesto posto finale.
Negli ultimi mesi del 2012 iniziò a gareggiare nelle eliminatorie per la World Cup 2013 imponendosi in tutte le gare di qualifica per la finale.

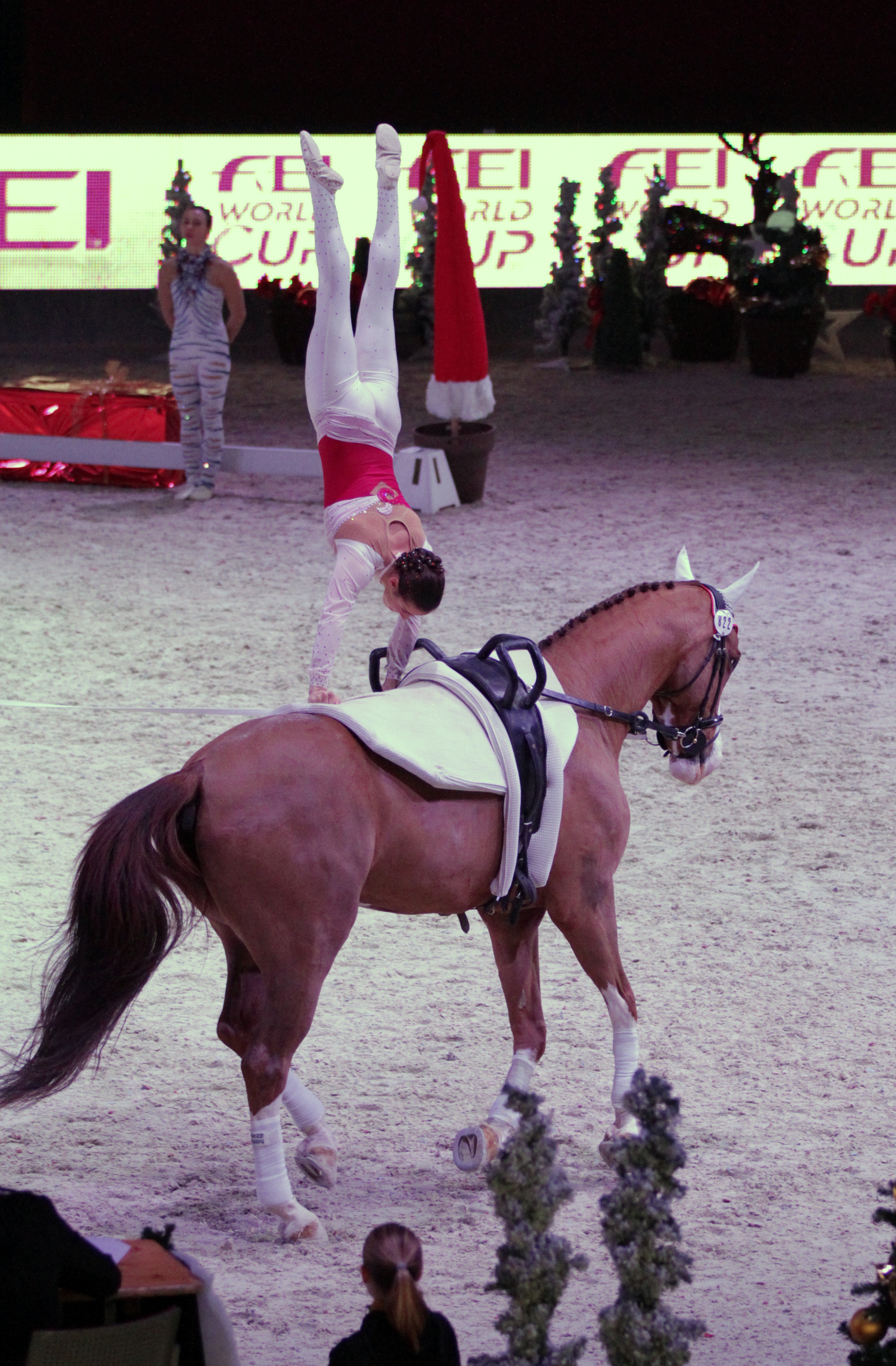
Anna durante il suo esercizio su Harley a Salisburgo

### 2013: Vince la World Cup 2013
Si presentò alla finale della World Cup 2013 a Braunschweig. Con due prove all'altezza della situazione, assieme a Nelson Vidoni e al suo cavallo Harley, vinse la competizione.
Mai nessun italiano prima di lei aveva vinto la World cup in una qualsiasi disciplina equestre. Pochi giorni dopo la finale si laureò in Scienze motorie. 
Nell'estate divenne vice campionessa europea a Magna Racino dietro alla danese Rikke Laumann e davanti alla britannica Joanne Eccles.

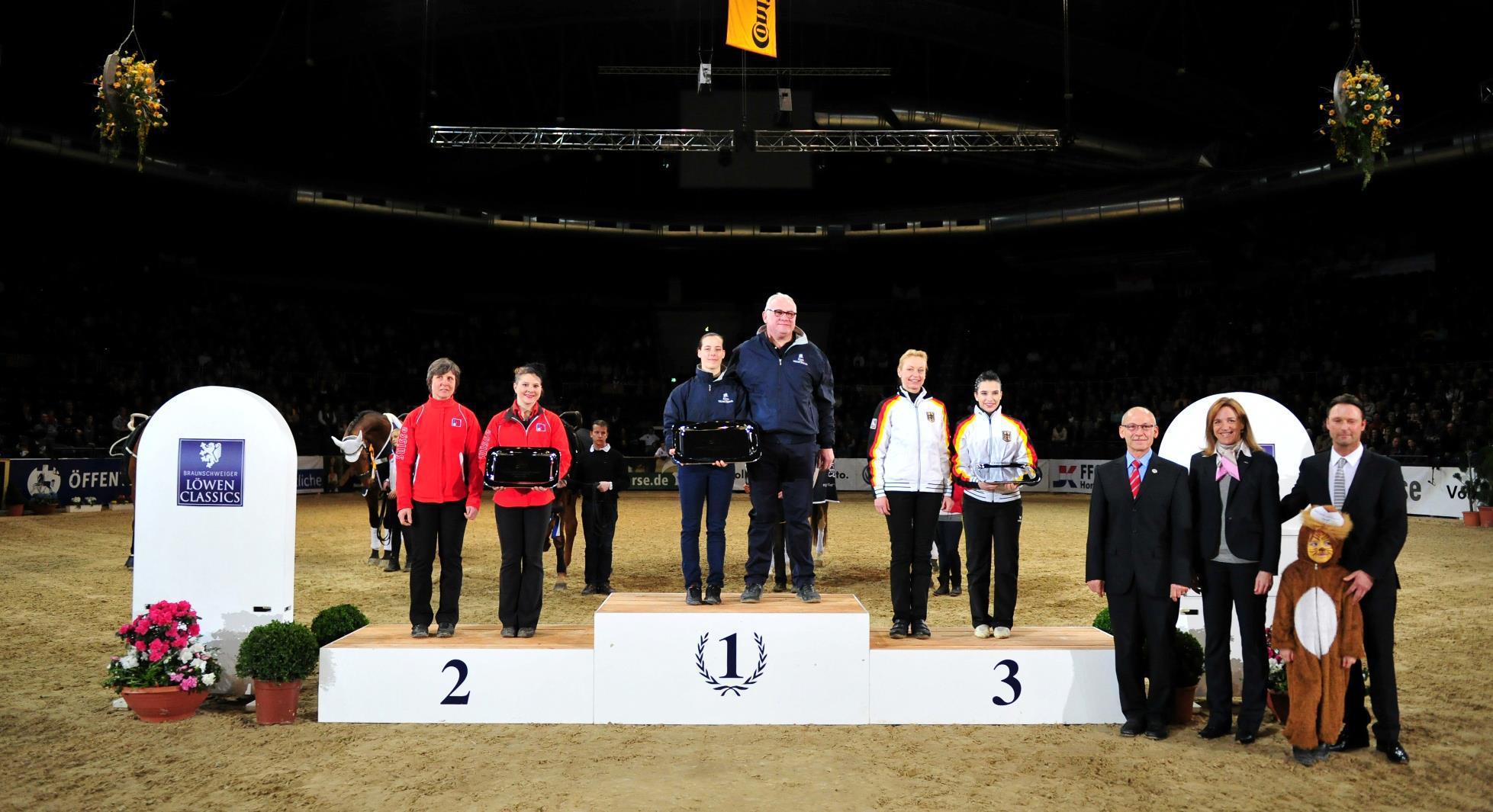
Il podio della finale della World Cup

### 2014: World cup e World Equestrian Games

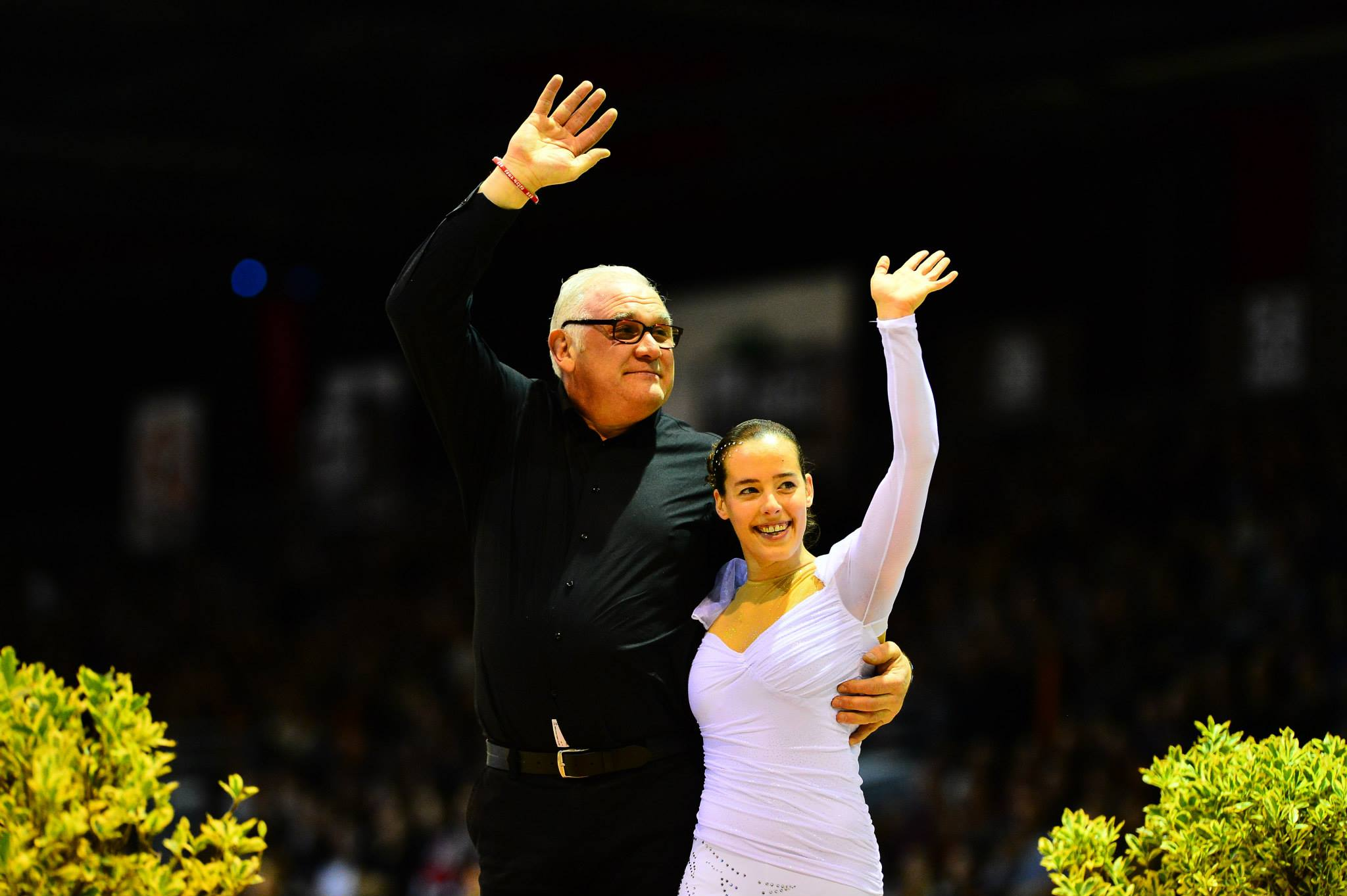
Anna vince la World Cup 2014 a Bordeaux

Nell'inverno riuscì a vincere la World cup 2014 a Bordeaux sempre davanti all'elvetica Simone Jaiser. 
Si presentò ai World Equestrian Games in Normandia. Dopo la prima giornata era quarta in classifica, vincendo infine la medaglia d'argento alle spalle di Joanne Eccles.
L'anno continua con le gare di World Cup, e Anna riesce a qualificarsi per la finale solamente all'ultima gara montando Adenauer (è un altro cavallo dell'associazione La Fenice con il quale aveva iniziato a volteggiare molti anni prima) perché Harley a causa di una tendinite non ha potuto gareggiare.

### 2015: Medaglia d'oro al valore atletico
Anna si presenta alla finale della World Cup di Graz di nuovo in sella ad Harley e riesce a vincere la medaglia di bronzo. Terzo podio consecutivo e quarto in cinque anni nella World Cup per la volteggiatrice Veronese.
Riceve una lettera dal presidente del CONI Giovanni Malagò che le ufficializza la consegna della medaglia d'oro al valore atletico.
L'anno prosegue e Anna riesce a qualificarsi per i Campionati Europei di Aachen (Aquisgrana). Il cavallo però non riesce a superare il vet check (la visita veterinaria obbligatoria che ogni cavallo deve fare per essere ammesso alla gara) a causa di una irregolarità nell'andatura e quindi la gara di Anna finisce senza iniziare. L'europeo sarà poi vinto da Simone Jaiser.
Circa due mesi dopo la trasferta tedesca Anna diventa per la nona volta campionessa italiana di volteggio.

### 2016: da Harley a Monaco Franze 4 passando da Dante[7]
Questo è un Anno importante per Anna che deve cambiare compagno di gare. A marzo l'associazione La fenice acquista un nuovo sauro, Monaco Franze 4, con il compito di sostituire Harley. Il passaggio da un cavallo all'altro ovviamente non è indolore e i risultati stentano ad arrivare nonostante si parta da un buon punto di partenza.
Da settembre a marzo Anna aveva iniziato a gareggiare con Dante, ottenendo anche un 4º posto nella finale di Dortmund di World cup, ma con Monaco il feeling è subito maggiore.
Quasi inaspettatamente Anna vince la medaglia di bronzo al mondiale francese di Le Mans dimostrando che l'affiatamento con Monaco continua a migliorare.
A settembre Anna vince per la decima volta il titolo italiano.
Anna, Monaco e Nelson iniziano la nuova stagione di world cup con due vittorie consecutive a Madrid e Salisburgo e si guadagnano il pass per la finale.

## Harley
Harley è il sauro sul quale gareggia Anna dal 2010 è nato in Repubblica Ceca nel 1997.
È stato acquistato nel 2005 dall'A.s.e.d. La Fenice.

## Gli allenamenti
La squadra con la quale gareggia Anna è l' A.s.e.d La Fenice. Questa associazione si trova a Campalto di San Martino Buon Albergo presso il maneggio di Corte Pellegrini.

## Palmarès
- 2018 - 1ª prova individuale agli internazionali di PKaposvar (Ungheria)
- 2018 - 4ª prova individuale agli internazionali di Aquisgrana
- 2018 - premiata con il premio Cangrande come eccellenza dello sport veronese specialità equitazione
- 2017 - 1ª prova individuale Fei World Cup di Madrid
- 2017 - 4ª prova individuale Campionati Europei a Magna Racino
- 2017 - 1ª prova individuale agli internazionali di Pezinok (Slovacchia)
- 2017 - 1ª prova individuale agli internazionali di Portogruaro
- 2017 - 1ª prova individuale finale Fei World Cup di Dortmund
- 2017 - 4ª prova individuale Fei World Cup di Lipsia
- 2016 - 1ª prova individuale Fei World Cup di Salisburgo
- 2016 - 1ª prova individuale Fei World Cup di Madrid
- 2016 - 1ª Campionati Italiani prova individuale
- 2016 - 3ª prova individuale al mondiale di Le Mans[10]
- 2016 - 1ª prova individuale agli internazionali di Pezinok[11]
- 2016 - 4ª prova individuale agli internazionali di Krumke (Germania)[12]
- 2016 - 7ª prova individuale agli internazionali di Magna Racino (Austria)[13]
- 2016 - 3ª prova individuale agli internazionali di Portogruaro[14]
- 2016 - 4ª prova individuale finale Fei World Cup di Dortmund[15]
- 2015 - 1ª prova individuale Fei World Cup di Salisburgo[16]
- 2015 - 1ª prova individuale Fei World Cup di Parigi[17]
- 2015 - 1ª Campionati Italiani prova individuale[18]
- 2015 - 1ª prova individuale agli internazionali di Verden[19]
- 2015 - 1ª prova individuale agli internazionali di Frenstat[20]
- 2015 - medaglia d'oro al valore atletico[21]
- 2015 - 2ª prova individuale agli internazionali di Doha (Qatar)
- 2015 - 2ª prova individuale Fei World Cup di Lipsia
- 2014 - 5ª prova individuale Fei World Cup di Salisburgo
- 2014 - 3ª classificata come sportivo veronese dell'anno 2013
- 2014 - premiata con il simbolo d'onore del comune di Belfiore
- 2014 - 2ª prova individuale WEG Normandia
- 2014 - 2ª prova individuale agli internazionali di Aquisgrana
- 2014 - 1ª prova individuale agli internazionali di Stadl Paura
- 2014 - 1ª prova individuale agli internazionali di Fossalta di Portogruaro
- 2014 - 1ª prova individuale finale Fei World Cup di Bordeaux
- 2014 - 1ª prova individuale Fei World Cup di Lipsia
- 2013 - 1ª prova individuale Fei World Cup di Salisburgo
- 2013 - Premio Longines "Le signore dell'ippica"
- 2013 - 5ª prova individuale Fei World Cup di Monaco
- 2013 - 2ª prova individuale Campionati Europei a Magna Racino
- 2013 - 3ª prova individuale ad Aquisgrana
- 2013 - 1ª prova individuale agli internazionali di Stadle Paura
- 2013 - 1ª prova individuale agli internazionali di Fossalta di Portogruaro
- 2013 - 1ª prova individuale finale Fei World Cup di Brunswick
- 2012 - 1ª prova individuale Fei World Cup di Lipsia (Germania)
- 2012 - 1ª prova individuale Fei World Cup di Monaco
- 2012 - Medaglia d'Oro Campionati Italiani prova individuale
- 2012 - 6ª prova individuale Campionato del mondo a Le Mans
- 2012 - 2ª prova individuale agli internazionali di Stadle Paura
- 2012 - 1ª prova individuale agli internazionali di Casale sul Sile
- 2011 - premiata con il premio Cangrande come eccellenza dello sport veronese specialità equitazione
- 2011 - 5ª prova individuale finale Fei World Cup di Bordeaux
- 2011 - 2ª prova individuale Fei World Cup di Lipsia
- 2011 - 3ª prova individuale Fei World Cup di Salisburgo
- 2011 - 8ª prova individuale Fei World Cup di Monaco
- 2011 - Medaglia d'Oro Campionati Italiani prova individuale
- 2011 - premiata come atleta dell'anno nel volteggio
- 2011 - 7ª prova individuale Campionati Europei a Le Mans
- 2011 - 1ª prova individuale agli internazionali di Stadl Paura
- 2011 - 3ª prova individuale finale Fei World Cup di Lipsia
- 2011 - 1ª prova individuale agli internazionali di Firenze
- 2010 - 2ª prova individuale World Cup di Salisburgo
- 2010 - 1^ Campionati Italiani prova individuale
- 2010 - 10ª prova individuale WEG Lexington
- 2009 - 1^ Campionati Italiani prova individuale
- 2009 – 5ª Prova a Squadre Campionati Europei
- 2008 – 1^ individuale Internazionale di Portogruaro
- 2007 – 10^ cat. Individuale Campionati Europei
- 2007 – 1^ Campionati Italiani prova individuale
- 2006 – 12ª Prova Freestyle - WEG Aquisgrana
- 2006 - 1^ Campionati Italiani prova individuale
- 2005 - 1^ Campionati Italiani prova individuale
- 2004 – 4^ a squadre WEG Austria